# Attentatet mot Bardo-museet 2015
Attentatet mot Bardo-museet 2015 skedde 18 mars 2015 då de tunisiska islamisterna Yassine Labidi och Saber Khachnaoui runt 12:30 sköt ihjäl turister när de klev ur sina turistbussar på väg in i museet. Sedan gick gärningsmännen in i museet där de förskansade sig med cirka hundra turister som gisslan. Runt klockan 15:30 fritog tunisiska säkerhetsstyrkor gisslan varvid en polis dödades och två av de tre terroristerna sköts ihjäl.